# The Fray
Pour les articles homonymes, voir Fray (homonymie).
The Fray est un groupe de rock américain, originaire de Denver, dans le Colorado. Il est formé en 2002 par Isaac Slade (voix et piano) et Joe King (guitare et voix). Le groupe est complété par la suite avec Ben Wysocki à la batterie et Dave Welsh à la guitare.
Avec le soutien d'une radio locale de Denver, le groupe enregistre son premier EP, Movement. The Fray est élu « meilleur nouveau groupe » par le Westword Magazine, et occupe rapidement les premières places des charts chez les disquaires de Denver. Sur la base de ce succès, le groupe signe avec Epic Records qui produit en septembre 2005 leur album How to Save a Life. En mars 2009, le groupe sort un nouvel album intitulé The Fray. Ce dernier, vendu à plus de 300 000 exemplaires, rentre directement dans les meilleures ventes d'album alors que le single You Found Me devient l'un de leurs singles les plus vendus.
Le 7 février 2012, leur troisième album, intitulé Scars and Stories est sorti. Heartbeat et The Fighters sont les premiers titres de cet album.

## Biographie

### Formation et débuts (2002–2004)
Les membres sont originaires de Denver, élevés dans la chrétienté, trois d'entre eux ayant été admis à l'école chrétienne. Isaac Slade et le guitariste Joe King ajouteront Mike Ayars à la guitare, Zach Johnson à la batterie, et le frère cadet de Slade, Caleb, à la basse, qui rapidement devra quitter le groupe. Le départ de ce dernier du groupe mène à des frictions entre Isaac et le reste du groupe, qui leur inspirera le morceau Over My Head (Cable Car). Plus tard, Johnson quitte le groupe pour étudier l'art à New York. Ben Wysocki, un ancien collègue d'Isaac Slade, se joint au groupe comme batteur puis, Dave Welsh, un autre ancien collègue de Slade et Wysocki, est recruté à la guitare solo. La nouvelle formation se nommera The Fray, nom qu'ils trouveront en piochant au hasard des bouts de papier sur lesquels ils ont écrit des mots. Le groupe n'aura aucun bassiste depuis le départ de Caleb, mais recrutera des bassistes de tournée pendant une courte période.
Le groupe publie son premier album, Movement EP en 2002. L'année suivante, le groupe sort Reason EP produit par le coproducteur de How to Save a Life, Aaron Johnson, grâce à qui le groupe se popularise localement,. Malgré un bon accueil critique, le groupe ne parvient pas à lancer un single : la chaîne de radio de Denver KTCL rejette huit de leurs morceaux avant que le groupe ne décide d'envoyer une démo de Cable Car, morceau que la radio accepte finalement. Le groupe change le nom du morceau pour Over My Head (Cable Car) et tandis que la chanson est de plus en plus écoutée, le groupe est élu meilleur nouveau groupe par le média indépendant Westword en 2004, les faisant connaître à l'A&R d'Epic Records, Daniel Davis,. Ainsi, Epic Records signe officiellement le groupe le 17 décembre 2004.

### How to Save a Life(2005–2007)

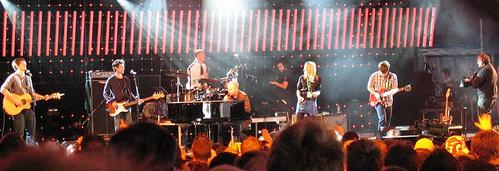
The Fray jouant au BBC Radio 1's Big Weekend en 2007.

Leur premier album, How to Save a Life, est publié le 13 septembre 2005 : son style se situe entre le rock traditionnel et le rock alternatif. Over My Head (Cable Car) en est le premier single qui sera par la suite classé dans le top 40 des Modern Rock Tracks à la fin 2005, à la 37e place. Le single est diffusé à l'échelle nationale, atteignant même le Billboard Hot 100 le 25 février 2006. Quatorze semaines plus tard, il atteint la huitième place du Hot 100. Au Billboard Adult Top 40, le single atteint la deuxième place. À l'international, la chanson atteint le Top 25 en Australie, au Canada, au Danemark, en Irlande, en Nouvelle-Zélande et au Royaume-Uni. Le morceau est le quinzième plus téléchargé en 2006.
Alors que Over My Head (Cable Car) monte dans les classements, la chanson How to Save a Life est utilisée dans l'épisode Superstition (19 mars 2006) de la série télévisée Grey's Anatomy, et dans l'épisode My Lunch (25 avril 2006) de Scrubs. Bien que non publié comme single, How to Save a Life atteint le Hot 100 au magazine Billboard du 15 avril 2006. Le 18 août 2006, ABC annonce que la chanson sera utilisée pour la publicité de la première saison de Grey's Anatomy.
Avec cette publicité, la chanson grimpe à la troisième place du Hot 100, surpassant la position tenue par Over My Head (Cable Car). Il devient le septième single resté le plus longtemps au Hot 100, avec Smooth de Santana, pendant 58 semaines consécutives. La chanson atteint aussi le Hot Adult Top 40 Tracks pendant 15 semaines consécutives. How to Save a Life est un succès international qui atteint la première place des classements irlandais, espagnols, et canadiens. Il atteint le top 5 en Australie, en Italie, et en Suède, et devient classé pour la première fois au Royaume-Uni (4e).
Look After You est publié comme troisième single de l'album. Il atteint la 59e du Hot 100 et devient le premier du groupe à rater le Top 40. Le morceau est écrit par leur chanteur, Isaac Slade. Il parle de sa compagne et future épouse. How to Save a Life atteint la quinzième position du Billboard 200, et le top 10 en Australie, au Canada, en Irlande, en Nouvelle-Zélande, et au Royaume-Uni, et est certifié album numérique le mieux vendu, battant ainsi le record anciennement détenu par X&Y de Coldplay.
Même si l'album rencontre le succès commercial, il est accueilli d'une manière mitigée par la presse spécialisée ; AllMusic lui attribue une note modeste, expliquant que The Fray « manque d'originalité » et que l'album en lui-même manque d'« inspiration et de panache. » Stylus Magazine attribue à l'album une note négative expliquant que « The Fray est moribond et ne semble même pas faire l'effort de s'impliquer. » Rolling Stone et Blender s'accordent sur ces constatations et attribuent à l'album trois étoiles sur cinq,. Cependant, l'album est bien accueilli par la presse chrétienne ; Jesus Freak Hideout attribue à l'album une bonne note (4,5 sur 5) expliquant que « How to Save Life est proche de la perfection. » HM Magazine, un autre magazine américain dévoué à la chrétienté, lui attribue une note de quatre étoiles sur cinq.
En soutien à l'album, The Fray commence une tournée mondiale et publie un album live, Live at the Electric Factory: Bootleg No. 1, le 18 juillet 2006. Le concert est enregistré le 21 mai 2006, à l'Electric Factory de Philadelphie, en Pennsylvanie. Le 19 septembre, ils rééditent How to Save a Life en coffret CD/DVD qui comprend un DVD making-of de l'album. Le 4 septembre 2007, le groupe publie un autre album live, Acoustic in Nashville: Bootleg No. 2, qui est enregistré à la fin 2006. Le groupe publie aussi une reprise live de Happy Xmas (War Is Over) de John Lennon et Yoko Ono comme single spécial Noël 2006 (il atteint la 50e place du Billboard 100).

### The FrayetChristmasEP (2008–2010)
Le groupe termine d'enregistrer un deuxième album homonyme à la fin juillet 2008, qui est annoncé pour le 3 février 2009. L'album est produit par Aaron Johnson et Mike Flynn, le même duo de production duo qui a produit leur premier album, et est enregistré par Warren Huart. Un documentaire, Fair Fight, réalisé par Rod Blackhurst, accompagne les 300 000 premiers exemplaires du deuxième album,. Le premier single issu de l'album, You Found Me est publié en ligne le 9 décembre 2009 sur VH1.com et débute 28e du Hot 100. La chanson atteint la septième place et la première place du Billboard Hot Adult Top 40 Tracks ; elle atteint aussi l'Australian Singles Chart, une première pour le groupe.
Le 3 février 2009, The Fray publie son deuxième album sur le marché chrétien. Dans un clip pour le morceau You Found Me, le chanteur Isaac Slade explique que cet album serait ce qu'aurait donné leur premier album s'ils avaient eu le temps de le concevoir. Le 13 février 2009, The Fray écrit un morceau intitulé Be the One qui est écrit en 24 heures à la demande de Q,. La version démo du morceau est publiée sur le site web du groupe le 11 novembre 2009. Le groupe reprend aussi le morceau Heartless de Kanye West. Les chansons sont comprises dans la version de luxe de leur deuxième album. Heartless est aussi incluse dans leur troisième album, The Fray: Live from SoHo, qui est publié le 7 avril 2009. Le 10 novembre 2009, le groupe publie l'édition de luxe de The Fray qui comprend un second disque de chansons inédites, dont Heartless.
Never Say Never devient le second single de l'album. Il atteint la 32e place du Hot 100 et la 10e place du Hot Adult Top 40 Tracks. La chanson est utilisée dans l'épisode pilote de Vampire Diaries. Le troisième single de l'album, Syndicate, est publié le 12 janvier 2010 et atteint la 16e place du Hot Adult Top 40 Tracks et la 40e des Pop Songs. Encore une fois l'accueil est mitigé. Rolling Stone considère qu'« il n'y a rien de nouveau ».
The Fray collabored avec Timbaland sur son album, Shock Value II, qui est publié le 8 décembre 2009. Le groupe participe au morceau Undertow, qui, bien que non publié comme single, entre à la 100e place du Billboard Hot 100, le 28 novembre 2009. Le 22 décembre 2009, le groupe sort un EP, Christmas en téléchargement libre. L'EP comprend cinq reprises acoustiques des chansons de chants de Noël, et est enregistré par Warren Huart à Nashville aux studios Blackbird.

### Scars and Stories(2011–2012)
Leur troisième album, Scars and Stories, est produit par Brendan O'Brien et enregistré aux studios Blackbird de Nashville, dans le Tennessee. Sur l'aspect lyrique de l'album, Slade explique que les paroles capturent un ton plus agressif que leurs précédents albums,. Le guitariste Joe King participe à l'album.
Le mixage audio débute le 21 juin 2011. Le 14 juillet, 2011, Slade confirme sur Twitter que le mixage et le mastering sont terminés. Slade annonce une possible sortie de l'album courant octobre 2011, où du moins à temps pour Thanksgiving. Mais la date est repoussée à début 2012.

### Helios(depuis 2013)
Après Scars and Stories, Slade promet un quatrième album courant fin 2013. Le 4 juin 2013, The Fray annonce avoir commencé les enregistrements de l'album. Le premier single de l'album, Love Don't Die est publié le 15 octobre 2013 à la radio, et sur iTunes le 21 octobre 2013. L'album, Helios, est annoncé pour le 14 janvier 2014, mais repoussé au 25 février 2014.
Le 9 septembre 2016, The Fray sort un single, Singing Low, qui est inclus dans leur best-of Through the Years: The Best of the Fray. À la fin 2016, ils tournent en soutien à l'album.

## Membres

### Membres actuels
- Joe King – guitare rythmique, chant, chœurs (depuis 2002), basse (depuis 2006 en studio)
- Dave Welsh – guitare solo (depuis 2003), basse (depuis 2006 en studio)
- Ben Wysocki – batterie, percussions (depuis 2003)

### Membres de tournée
- Einar Pedersen – basse (depuis 2017)
- Dan Lavery – basse (2006–2009)
- Jeremy McCoy – basse (2009–2014)
- Jason Hardin – basse (2014–2016)

### Anciens membres
- Zach Johnson – batterie (2002–2003)
- Caleb Slade – basse (2002)
- Mike Ayars – guitare solo (2002–2003)
- Dan Battenhouse – basse (2002–2004)
- Jimmy Stofer – basse (2005–2006)
- Isaac Slade – chant, piano (2002–2022)

## Diffusion
Plusieurs séries télévisées telles Dr House, Grey's Anatomy, Scrubs, Smallville, Vampire Diaries, Pretty Little Liars ou encore Les Frères Scott utilisent des extraits musicaux de The Fray. La chanson la plus connue du groupe est How to Save a Life, qui obtient un succès mondial en 2007.

## Discographie

### Singles
- All At Once (2005)
- Over My Head (2005)
- How to Save a Life (2007)
- Look After You (2007)
- You Found Me (2008)
- Never Say Never (2009)
- Heartless  (2009)
- Syndicate (2010)
- Heartbeat (2011)
- The Fighter (2011)
- Run For Your Life (2012)
- Love don't die (2013)
- Hurricane (2014)